# Cubaris margaritae
Cubaris margaritae är en kräftdjursart som beskrevs av Albert Vandel 1952. Cubaris margaritae ingår i släktet Cubaris och familjen Armadillidae. Inga underarter finns listade i Catalogue of Life.